# مقاطعة ساميت (أوهايو)
مقاطعة صمت (بالإنجليزية: Summit County)‏ هي إحدى مقاطعات ولاية أوهايو في الولايات المتحدة الأمريكية.